# Bahr el-Ghazal (cheval)
Pour les articles homonymes, voir Bahr el-Ghazal.
Le Bahr el-Ghazal est une race de chevaux de selle à sang chaud originaire de la région du même nom, dans le Tchad. Variété du Dongola, ce cheval résistant et de robe sombre porte souvent des marques blanches en bas des membres, sur la tête et sous le ventre. Il est monté en course, et réputé pour pratiquer la chasse.

## Histoire
La race est également nommée « Kréda » ou « Ganaston »,. Cette race de chevaux est plus généralement considérée comme un type ou une lignée particulièrement pure du Dongola, propre à la région de Bahr el Ghazel, dans le Tchad. La plupart des sources le décrivent comme une variété du Dongola d'Afrique de l'Ouest,,,.
La race est très réputée durant la première moitié du XXe siècle, tant au Tchad que dans les pays voisins,.

## Description
Les mesures de référence renseignées dans la base de données DAD-IS indiquent une taille moyenne de 1,50 m, et un poids de 350 à 450 kg. Une étude de la FAO publiée en 2004 indique un poids de 350 à 400 kg. De morphologie légère, ces animaux sont réputés harmonieusement conformés, élégants et élancés.
La robe est sombre, le plus souvent baie ou noire, avec des marques blanches étendues au bas des membres, sur la tête (large liste) et sous le ventre, et des yeux souvent vairons.
La race est connue pour être résistante et énergique.

## Utilisations
Ces chevaux sont tout particulièrement réputés pour les courses.

## Diffusion de l'élevage

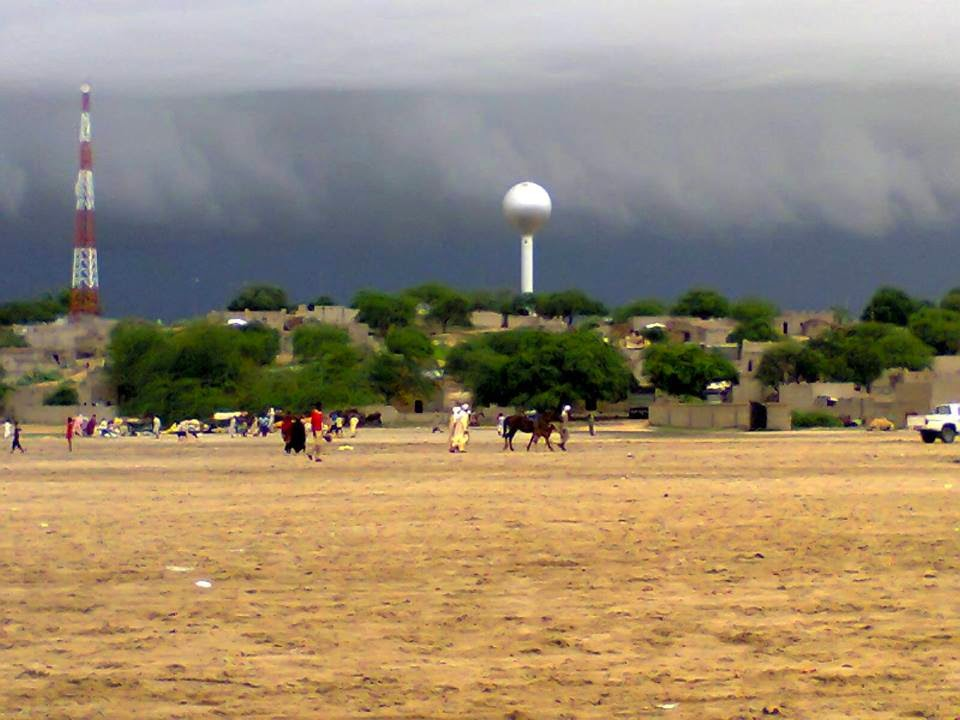
Vue générale de Moussoro, chef-lieu de la région de Bahr el Ghazel, où l'on distingue une jument et un poulain noirs

Les chevaux s'acclimatent mal aux régions humides en raison de la présence de la mouche tsé-tsé, aussi l'élevage est plus important dans les régions subdésertiques telles que le Kanem, le Bahr el Ghazel et le Khozzam. L'élevage équin est généralement très restreint au Tchad.
L'étude menée par l'Université d'Uppsala, publiée en août 2010 pour la FAO, signale le Bahr el-Ghazal comme race de chevaux locale africaine qui n'est pas menacée d'extinction. Le niveau de menace sur la race n'est pas renseigné dans la base de données DAD-IS, qui fournit un unique relevé d'effectifs de moins de 10 000 individus en 1994.